# Federația de Fotbal din Sri Lanka
Federația de Fotbal din Sri Lanka este corpul guvernator de fotbal principal din Sri Lanka.